# Национальный союз (Нидерланды)
Национальный союз (нидерл. Nationale Unie) — голландское политическое движение, существовавшее в 1925 — 1934 гг.
Союз был создан в 1925 году Карел Герретсоном и Робертом Фредериком Грунинксом ван Зуленом сначала в качестве исследовательской группы, что было нормой для нидерландских крайне правых в то время. Союз ставил перед собой задачу усиления единства голландских ультраправых и вступил в переговоры с рядом групп, в частности Генеральной голландской фашистской лигой. В конечном счёте эти организации под руководством Альфреда Хейтона пришли к «корпоративной концентрации» в 1933 году, но в следующем году Национальный Союз прекратил своё существование.